# Piperina
Piperina – composto orgânico, alcalóide, presente na pimenta preta (Piperis nigrium) derivado de piperidina. Encontra-se na camada superficial dos frutos de pimenta preta. Substância cristalina incolor, que também pode ser encontrada numa cor amarelo-creme. A piperina é solúvel em gasolina, clorofórmio, etanol, éter etílico e piridina e apresenta sabor picante-amargo.

## Efeitos sobre a saúde humana
No ano 2012 foram publicados estudos, que indicavam, que a piperina pode bloquear a formação de novas células adiposas e reduzir o nível de gordura no sangue. O mesmo é resultado da perturbação da actividade dos genes, que controlam o surgimento de novas células adiposas. Sob o efeito de piperina também é aumentada a secreção de sucos digestivos (gástrico, pancreático, intestinal) e melhora a digestão dos alimentos. A piperina também tem um efeito sobre a absorção de nutrientes: vitamina C, selénio, beta-caroteno, vitamina A, vitamina B-6 e coenzima Q.
Outro efeito da piperina é a estimulação da proliferação de melanócitos nas estruturas celulares. Ao aplicar piperina e fototerapia com radiação ultravioleta, a pele torna-se mais escura, o que é analisado do ponto de vista de tratamento de vitiligo.
Outro efeito benéfico e saudável da piperina pode ser a redução do efeito das substâncias químicas responsáveis pelas mutações no material genético das células. Os estudos in vitro sobre as células de ratos e ratazanas demonstraram, que a aplicação de piperina pode impedir o crescimento de tumores.
A piperina também tem um efeito antidepressivo através do crescimento da neurotransmissão de serotonina e dopamina – substâncias em défice entre as pessoas, que sofrem de depressão.

## História
A piperina foi descoberta em 1819 pelo Hans Christian Ørsted, que identificou-a entre os frutos de Piper nigrum.
Na medicina chinesa e indiana foi aplicada no tratamento de problemas digestivos (obstipações, diarreias, indigestões), mas também em caso de dores de articulações, doenças do coração, angina e gangrena.

## Acessibilidade da piperina
No comércio actualmente encontram-se vários preparados que contêm extractos de frutos de pimenta, com um teor de 50–90% de piperina (mais raramente 95%) e piperina pura.